# Jean-Baptiste de Machault de Arnouville
Jean-Baptiste de Machault de Arnouville (París, Francia, 13 de diciembre de 1701-ídem, 12 de julio de 1794) conde de Arnouville, señor de Garge y Gonesse, fue un político francés.
Fue intendente de la provincia de Henao en Valenciennes (1743), controlador general de las finanzas durante el reinado de Luis XV (1745-1754), secretario de Estado de la Marina (1754) y guardián de los sellos de Francia (1750) hasta su caída en 1757, instigada por Madame de Pompadour. Vivió entonces alejado de la corte de Versalles, hasta que durante la Revolución francesa fue arrestado y encarcelado en la prisión de los Madelonnettes, donde murió poco después.